# Vivez l'aventure
Vivez l'aventure, la collection aux 100 défis — initialement appelée Livre jeu, vivez l'aventure — est une collection de bandes dessinées livres-jeu éditées par Éditions Gründ. Les sept premiers volumes sont la traduction de la série Choose Your Own Challenge Gamebook de Patrick Burston, édités par Candlewick Press (États-Unis). Les volumes suivants ont été écrits par Jean-Luc Bizien.
Chaque double-pages face-à-face représente une situation, avec un texte descriptif et un choix proposé au lecteur. Selon le choix, le lecteur ira lire une double-pages donnée, et non pas la double-pages suivante. La lecture ne se fait donc pas dans l'ordre des pages, mais dans l'ordre indiqué par le texte. Chaque lecteur pourra faire des choix différents, il y a donc plusieurs déroulements possibles de l'histoire.
En 2004 sort le premier tome de Mes premiers Vivez l'aventure, qui deviendra la collection 50 surprises.
L'éditeur propose une fiche pédagogique à télécharger pour exploiter l'album La Pyramide aux 100 mystères en cours moyen 2e année, autour de la découverte de la civilisation égyptienne.

## Ouvrages
En voici quelques exemples :
- La Jungle aux 100 périls
- La Planète aux 100 pièges
- Le Château aux 100 oubliettes
- La Fête aux 100 maléfices
- Le Vaisseau aux 100 pirates
- Le Jardin aux 100 secrets
- L'Île aux 100 squelettes
- La Cité aux 100 mystères
- La Forêt aux 100 sortilèges
- La Tour aux 100 menaces
- La Vallée aux 100 prodiges
- L'Océan aux 100 abîmes
- La Pyramide aux 100 malédictions
- Le Cirque aux 100 prouesses
- La Citadelle aux 100 tours
- La Mer aux 100 défis
- La Librairie aux 100 trésors
- Le Palais aux 100 festins
- La Machine aux 100 voyages
- La Colline aux 100 fées
- Le Carnaval aux 100 masques
- L'École aux 100 farces
- Le Désert aux 100 mirages
- L'Égypte aux 100 complots
- L'Ordinateur aux 100 romans
- Le Drakkar aux 100 Vikings
- Le Train aux 100 suspects
- Venise aux 100 suspects
- Le Match aux 100 buts
- La Montagne aux 100 pistes
- Les 100 Dragons de Viviane
- Les 100 Chevaliers d'Arthur
- Les 100 Charmes de Merlin Les 100 Duels de Lancelot
- 100 Athlètes sur le mont Olympe (ill. Éric Bizien, 2012,  (ISBN 978-2-324-00146-8))
- 100 Menaces au royaume des Nains (ill. Emmanuel Saint, 2012,  (ISBN 978-2-324-00122-2)
- Le Samouraï aux 100 défis
- La Jungle aux 100 pièges
- La Pyramide aux 100 mystères

En 2012, Gründ réédite certains livres sous la forme de compilation de trois aventures en petit format :
- Jean-Luc Bizien (ill. Didier Graffet, Caroline Picard), Les Aventures de tous les dangers, Paris, Gründ, coll. « Compilation Vivez l'aventure », mai 2012, 128 p. (ISBN 978-2-324-00258-8)
- Jean-Luc Bizien (ill. Julien Delval, Emmanuel Saint), Légendes de la Table ronde, Paris, Gründ, coll. « Compilation Vivez l'aventure », juin 2012, 128 p. (ISBN 978-2-324-00520-6) : Les 100 Charmes de Merlin, Les 100 Chevaliers d'Arthur, Les 100 Duels de Lancelot

## Nouvelle collection en 2020
En 2020, 404 Editions relance la série avec un nouveau format et de nouveaux titres :
- Alain T. Puyssegur (ill. Vladimir Subbotin), Les Ruines de Kômoriom, Paris, 404 Editions, coll. « Vivez l'aventure », juin 2020, 48 p. (ISBN 979-10-324-0354-9)
- Gauthier Wendling (ill. Guilhem Salines), Le Dragon et le mont Brûlesang, Paris, 404 Editions, coll. « Vivez l'aventure », juin 2020, 48 p. (ISBN 979-10-324-0353-2)